# Милена Божић
Милена Божић (Београд, 22. април 1994) српска је глумица.

## Биографија
Милена Божић је склоност ка глуми открила са девет година, када ју је мајка одвела у Народно позориште да по први пут гледа једну професионалну позоришну представу — Чеховљеву драму Галеб у режији Стева Жигона. Недуго потом мајка ју је уписала у школу глуме омладинског позоришта ДАДОВ. Прву улогу остварила је већ са десет година на сцени ДАДОВ-а — у представи Гарави сокак, коју је режирао Радован Кнежевић. Чланица омладинског позоришта ДАДОВ-а остала је до завршетка средње школе и истиче да је најзначајнији утицај на њу имао професор Владимир Јевтовић.
Завршила је Прву београдску гимназију. Глуму је дипломирала 2017. године на Академији уметности у Београду, у класи професора Милана Нешковића и Андреја Шепетковског. Дипломска представа била јој је управо драма Галеб, уз коју је и заволела глуму. Године 2019. завршила је и мастер студије на Факултету драмских уметности у Београду. Завршна мастер представа била јој је монодрама Нана, настала по мотивима истоименог романа Емила Золе. За ову улогу је наредне године освојила и специјалну глумачку награду на 8. Бе:фемону (Бечејском фестивалу монодраме).

## Улоге

### Филмографија
| Год.       | Назив                     | Улога              | Напомена                |
| ---------- | ------------------------- | ------------------ | ----------------------- |
| 2010-е     |                           |                    |                         |
| 2014.      | ½                         | Ивана              | кратки филм             |
| 2016.      | Маестро                   | —                  | кратки филм             |
| 2016.      | Мирна ноћ на Карабурми    | —                  | кратки филм             |
| 2017.      | Тишина                    | Ања                | кратки филм             |
| 2018.      | Стадо                     | клинка 1 у кафићу  | ТВ серија, 1 еп.        |
| 2018.      | Бразилка                  | педикирка          | кратки филм             |
| 2020-е     |                           |                    |                         |
| 2020.      | Ургентни центар           | техничарка Ружа    | ТВ серија, 1 еп.        |
| 2020—2022. | Клан                      | Јуца               | ТВ серија, главна улога |
| 2021.      | Црна свадба               | студенткиња        | ТВ серија, 1 еп.        |
| 2023.      | Води ме, где год          | Милица             | кратки филм             |
| 2023.      | Странци                   | Лана               | кратки филм             |
| 2024.      | Прво предсказање (енгл. ) | млада сестра Силва |                         |